# Кікув
Кікув (пол. Kików) — село в Польщі, у гміні Солець-Здруй Буського повіту Свентокшиського воєводства.
Населення — 418 осіб (2011).
У 1975-1998 роках село належало до Келецького воєводства.

## Демографія
Демографічна структура на день 31 березня 2011 року:
|          | Загалом | Допрацездатний вік | Працездатний вік | Постпрацездатний вік |
| -------- | ------- | ------------------ | ---------------- | -------------------- |
| Чоловіки | 229     | 46                 | 161              | 22                   |
| Жінки    | 189     | 38                 | 96               | 55                   |
| Разом    | 418     | 84                 | 257              | 77                   |